# Shas
Pour l’article ayant un titre homophone, voir Chasse.
Cet article concerne un parti politique. Pour les autres significations, voir Mishna et Talmud.
Le Shas (en hébreu : ש"ס) est un parti politique israélien d'extrême droite traditionnellement séfarade et religieux ultra-orthodoxe créé en 1984. Le président du Shas est Aryé Dery. Son chef spirituel était le grand-rabbin Ovadia Yosef.
Le nom Shas vient des initiales de Sefardim Shomréi Tora (Séfarades orthodoxes pour la Torah).

## Histoire
L'essor du parti Shas s'inscrit dans une tendance sensible à partir des années 1980 en Israël, la "communautarisation", ou "la mobilisation politique de l’ethnicité", dont on trouve un autre exemple dès les années 1990 avec le succès des partis russophones, porté par les Juifs originaires de l’ex-URSS. "De tels phénomènes auraient été inimaginables dans les années de fondation de l’État où la puissance de l’idéologie de la fusion nationale disqualifiait toute entreprise de mobilisation sur une base ethnique. Il n’en va plus de même désormais, à l’heure où la stratégie d’absorption dans un creuset commun a montré d’évidentes limites" écrit Alain Dieckhoff.
Les séfarades sont traditionnellement assez attachés à la pratique religieuse du judaïsme. Depuis l'indépendance, une partie de cet électorat a émis des votes de contestation face aux appareils politiques dominés par les ashkénazes, en soutenant des listes ethniques telles que l'Association yéménite, l'Union séfarade ou le Tami marocain. En effet, les candidats séfarades étaient très rares dans l'ensemble des partis politiques. Ces partis ethniques furent cependant éphémères et durèrent rarement plus d'une législature.
Une partie des immigrants séfarades a placé ses enfants dans le système scolaire ultra-orthodoxe. En conséquence, une population séfarade ultra-orthodoxe est apparue, qui votait généralement pour l'Agoudat Israel, parti ultra-orthodoxe d'origine européenne. Le refus de ce parti de présenter des candidats séfarades a conduit à la création du Shas en 1984, avec la bénédiction d'un des rabbins mitnagdim les plus influents de l'époque, le rav Elazar Shach.
Les dirigeants du Shas ont su élargir leur électorat au-delà des cercles ultra-orthodoxes pour attirer les séfarades de tout niveau de pratique religieuse. Il est rapidement devenu une sorte de parti de la fierté séfarade, implanté dans tout le pays mais particulièrement puissant dans les petites villes périphériques.[réf. nécessaire]
Le Shas a été victime d'importants scandales. Aryé Dery, dirigeant du parti, a même purgé une peine de prison après une condamnation pour corruption.
Par ailleurs, le rabbin Ovadia Yosef, ancien dirigeant spirituel du parti, était familier des déclarations controversées : il affirma ainsi lors d'un cours hebdomadaire que les jeunes victimes juives de la Shoah étaient des âmes réincarnées qui avaient ainsi expié les fautes commises dans des existences antérieures. En avril 2001, Ovadia Yossef a déclaré : « Le Seigneur retournera les actions des Arabes contre eux-mêmes, épuisera leur semence et les exterminera. » son porte-parole précisant qu'il ne parlait que des Arabes terroristes et non des Arabes en général et a réitéré en 2010 envers les Palestiniens et Mahmoud Abbas et en 2012 envers l'Iran.

## Structure
Depuis le décès du Rav Ovadia Yosef en 2013, Shas est dirigé par un conseil des sages dominé par le rabbin Shalom Cohen (en)  jusqu'à sa mort le 22 août 2022.
La gestion courante du parti est dévolue à son chef politique qui est Aryé Dery depuis 2013.
Le succès du Shas s'explique par l'efficacité de son réseau d'organisations caritatives, sociales et scolaires qui soutiennent les populations séfarades démunies. Ces populations constituent la majorité des habitants des villes de développement du Néguev et de Galilée. Le Shas a ainsi développé un réseau scolaire destiné aux Séfarades originaires des anciens pays soviétiques.

## Programme politique

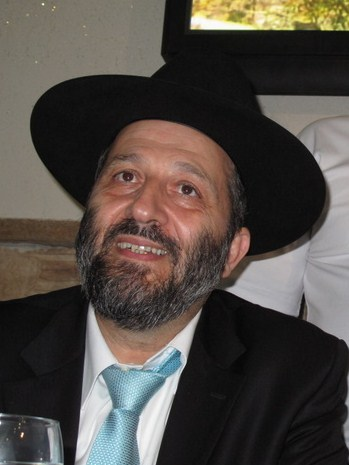
Aryé Dery, président du parti depuis 2013.

Le Shas se définit comme un parti religieux, attaché à la pratique religieuse et à la souveraineté juive en Israël.
Il défend aussi une certaine politique sociale. Il insiste sur la sauvegarde des services sociaux et au fonctionnement des Yeshivot. Il souhaite réduire le chômage et encourager les employeurs à créer de nouveaux emplois. Shas souhaite apporter une aide particulière aux femmes ou à toute personne par l'octroi d'aide aux entreprises pour leur promotion professionnelle. Shas projette d'établir une charte sociale et économique afin de créer sur le marché un dénominateur commun. Le parti souhaite aussi corriger ce qu'il considère comme « les discriminations socio-économiques continues contre les séfarades d'Israël ».
Au niveau constitutionnel, le Shas se base sur le principe selon lequel l'État d'Israël est l'État du peuple juif. Ainsi, Shas veille au respect de l'identité juive dans toutes ses décisions, et refuse l'instauration d'un État laïc, et du mariage civil.
L'adhésion au sionisme, historiquement très réservé comme chez tous les haredim, n'a cessé de se renforcer, jusqu'à l'annonce en 2010 de la volonté d'adhérer à l'Organisation sioniste mondiale. À cette occasion, un représentant du Shas, Yaakov Margi, a déclaré « nous nous définissons comme un parti sioniste, en tant que Juifs pratiquants qui aiment Israël ».
Concernant le rapport aux Palestiniens, le Shas est ambivalent. En effet, la loi religieuse lui impose de lutter pour le maintien de l'ensemble de la terre d'Israël sous souveraineté juive. Elle lui permet cependant d'appuyer des concessions territoriales si ces dernières permettent de sauver des vies. Le Shas est formellement opposé à la construction et à l'habitation de colonies d'implantations juives dans les territoires conquis lors de la Guerre des Six Jours, hormis dans Jérusalem-Est mais il est opposé à l'établissement d'un État palestinien. Sa position sur la question des Territoires occupés varie souvent en fonction de ses intérêts politiques et des coalitions gouvernementales dans lesquelles il se trouve. Le rabbin Ovadia Yosef, ancien dirigeant spirituel du parti, était connu pour ses déclarations haineuses à l'encontre des Palestiniens. Il a notamment déclaré que « le Seigneur retournera les actions des Arabes contre eux-mêmes, épuisera leur semence et les exterminera ».

## Résultats électoraux
| Année   | Chef de file        | Voix    | %    | Sièges   | Rang | Gouvernement                                  |
| ------- | ------------------- | ------- | ---- | -------- | ---- | --------------------------------------------- |
| 1984    | Yitzhak Haim Peretz | 63 605  | 3,1  | 4 / 120  | 6e   | Peres I (1984-1986), Shamir II (1986-1988)    |
| 1988    | Yitzhak Haim Peretz | 107 709 | 4,7  | 6 / 120  | 3e   | Shamir III (1988-1990), Shamir IV (1990-1992) |
| 1992    | Aryé Dery           | 129 347 | 4,9  | 6 / 120  | 6e   | Rabin II (1992-1993), Opposition (1993-1996)  |
| 1996    | Aryé Dery           | 259 796 | 8,7  | 10 / 120 | 3e   | Netanyahou I                                  |
| 1999    | Aryé Dery           | 430 676 | 13,0 | 17 / 120 | 3e   | Barak (1999-2001), Sharon I (2001-2003)       |
| 2003    | Eli Yishaï          | 258 879 | 8,2  | 11 / 120 | 4e   | Opposition                                    |
| 2006    | Eli Yishaï          | 299 054 | 9,5  | 12 / 120 | 3e   | Olmert                                        |
| 2009    | Eli Yishaï          | 286 300 | 8,5  | 11 / 120 | 5e   | Netanyahou II                                 |
| 2013    | Eli Yishaï          | 331 868 | 8,7  | 11 / 120 | 5e   | Opposition                                    |
| 2015    | Aryé Dery           | 241 613 | 5,7  | 7 / 120  | 7e   | Netanyahou IV                                 |
| 04/2019 | Aryé Dery           | 258 275 | 6,0  | 8 / 120  | 3e   | Pas de gouvernement                           |
| 09/2019 | Aryé Dery           | 330 199 | 7,4  | 9 / 120  | 4e   | Pas de gouvernement                           |
| 2020    | Aryé Dery           | 352 842 | 7,7  | 9 / 120  | 4e   | Netanyahou V                                  |
| 2021    | Aryé Dery           | 316 008 | 7,2  | 9 / 120  | 3e   | Opposition                                    |
| 2022    | Aryé Dery           | 392 964 | 8,2  | 11 / 120 | 5e   | Netanyahou VI                                 |

## Députés

### 25eKnesset (depuis 2022)
1. Aryé Dery
2. Ya'akov Margi
3. Yoav Ben-Tzur
4. Michael Malchieli
5. Haim Biton
6. Moshe Arbel
7. Yinon Azulai
8. Moshe Abutbul
9. Uriel Buso
10. Yossi Taieb
11. Avraham Betzalel